# 阿波市

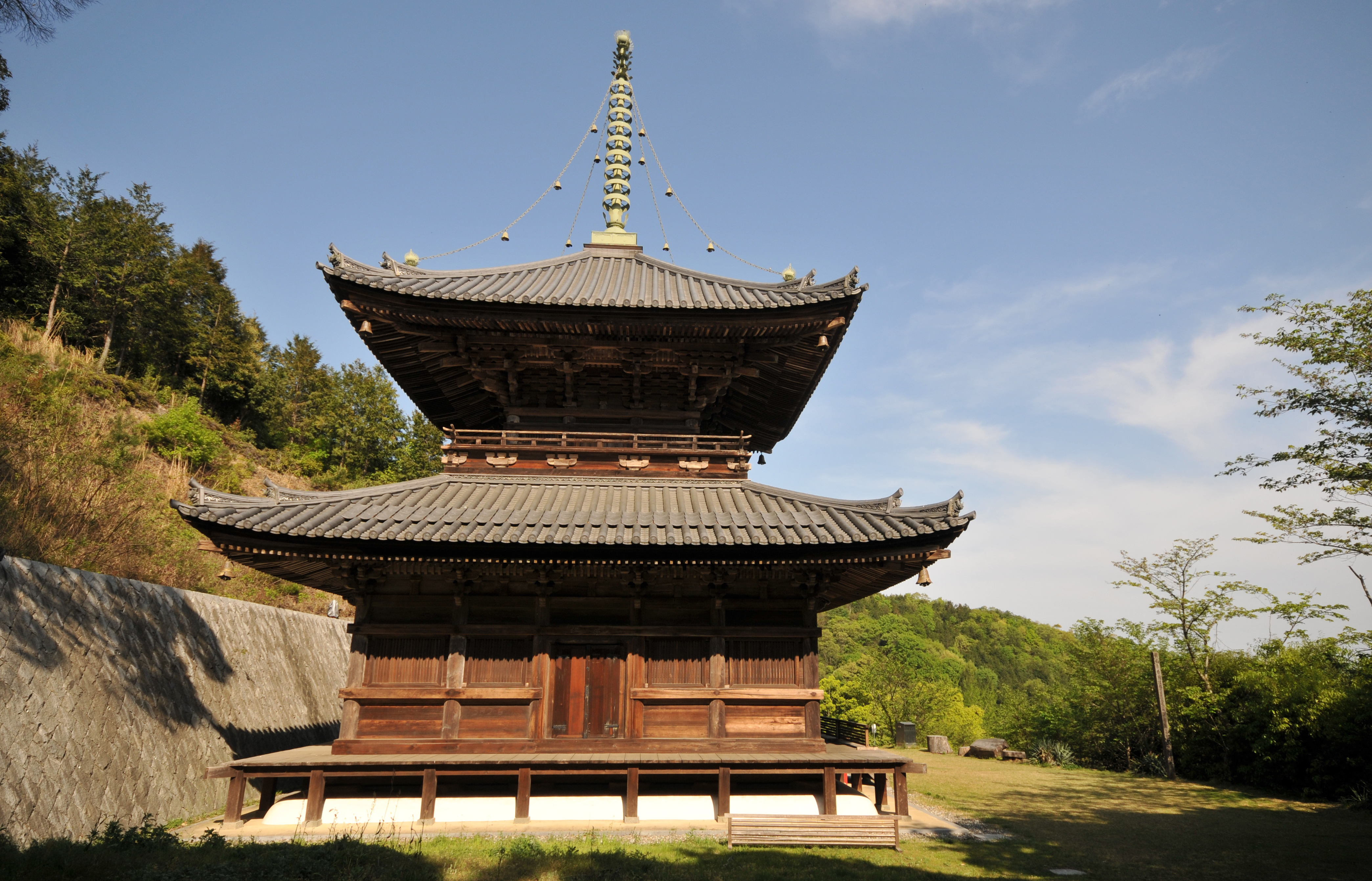
切幡寺大塔（国の重要文化財）

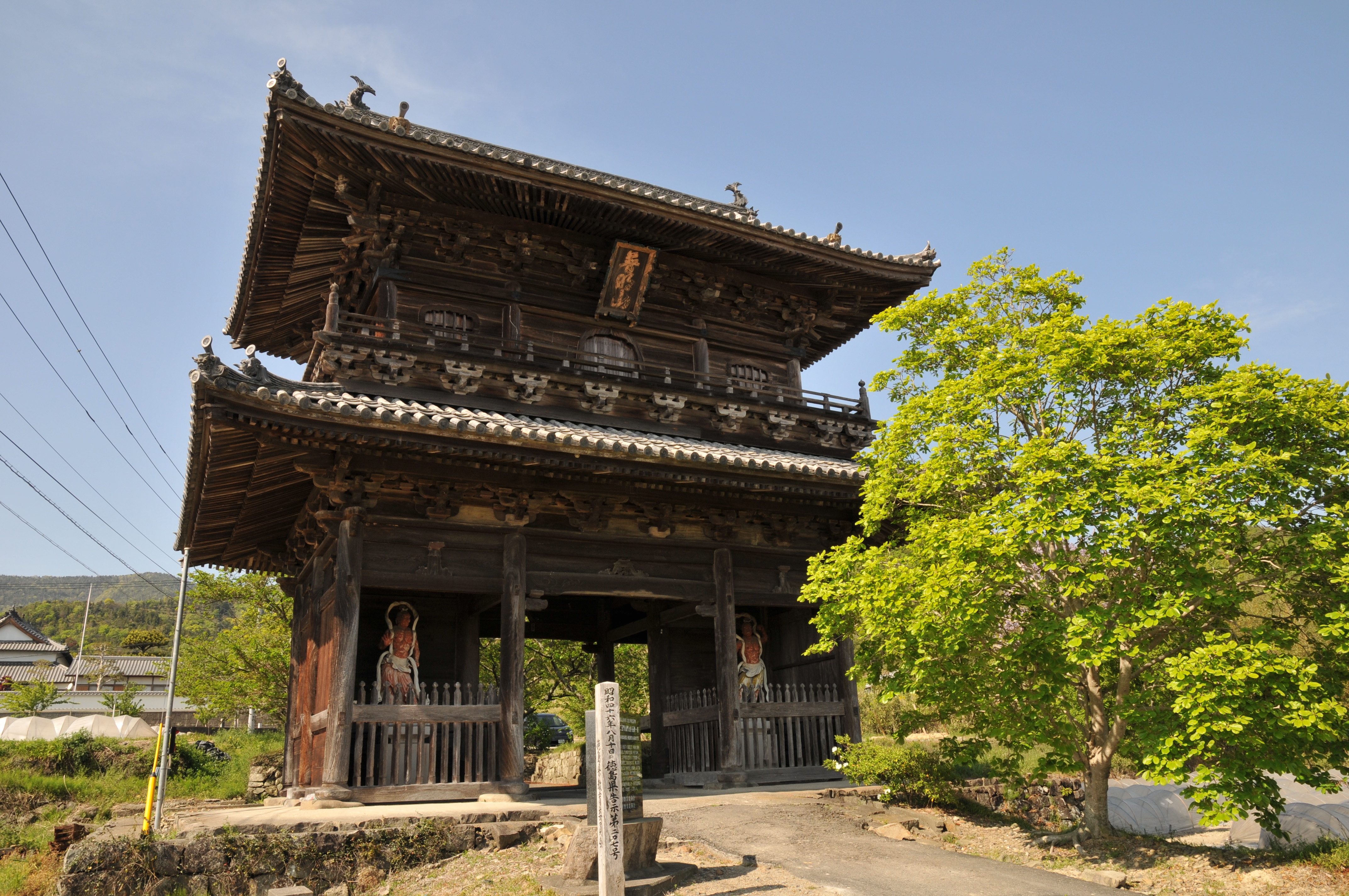
熊谷寺山門

阿波市（あわし）は、徳島県の北東部にある市。吉野川北岸に位置する。

## 概要
阿波市は徳島県の北部に位置し、平成の大合併によって板野郡吉野町・土成町・阿波郡市場町・阿波町の4町が統合して誕生した市でもある。
南側は吉野川のデルタ地帯に位置する平野であり、北側は阿讃山脈を隔てて香川県と接している。市内には4つの四国八十八箇所霊場（七番札所十楽寺、八番札所熊谷寺、九番札所法輪寺、十番札所切幡寺）があり、遍路の文化が根強い。
吉野川を挟んで隣接する吉野川市とは行政面でのつながりが強いほか、市内には鉄道が通っていないのと対照的に吉野川市には高速道路が通っていないことから相互の設備に依存しているという面など、交通面でも繋がりが強い。

## 地理
- 山: 城王山、妙体山、伊笠山
- 川: 吉野川、宮川内谷川、日開谷川、大影谷川、大久保谷川、伊沢谷川、九頭宇谷川、熊谷川、鶯谷川、指谷川、蛇池川、五明谷川、市場谷川、松崎谷川

## 歴史
- 2005年（平成17年）4月1日 - 板野郡吉野町・土成町・阿波郡市場町・阿波町が合併して発足。県下7番目の市制施行。なおこれにより、阿波郡は消滅。
- 2007年（平成19年）1月1日 - 合併時に廃止していた住所表示の旧町名（旧市場町は大字も）を復活。
- 2012年（平成24年） - 阿波市のマスコットキャラクターとしてあわみちゃんが誕生。
- 2014年（平成26年） - 市場町に新市庁舎が完成し阿波市役所を移転。市場支所を廃止し、旧阿波町役場にあった旧市庁舎を阿波支所に変更。

## 統計
（出典:）
- 年平均気温：14.9℃（2019年）
- 年間降水量：1,335ｍｍ（2019年）
- 年間日照時間：1,870時間（2019年）
- 可住面積割合：47.1％（2017年10月）
- 森林面積割合：52.9％（2015年）
- 水田率：84.1％（2018年）
- 住宅地地価変動率：1.1％減（2018年7月）
- 人口性比率：男0.903人/女1人（2020年1月）
- 年少人口割合：10.4％（2020年1月）
- 生産年齢人口割合：52.1％（2020年1月）
- 老年人口割合：37.6％（2020年1月）
- 平均年齢：52.3％（2020年1月）
- 経済成長率：0.5％減（2017年）
- 第一次産業就業者比率：19.6％（2015年10月）
- 第二次産業就業者比率：25.6％（2015年10月）
- 第三次産業就業者比率：54.9％（2015年10月）
- 就業率（15歳以上）：53.4％（2015年10月）
- 女性就業率（15歳以上）：46.1％（2015年10月）
- 高齢者就業率（65歳以上）：25.2％（2015年10月）
- 財政力指数：0.34482（2018年）
- 10万人あたり交通事故発生件数：267.5	件（2019年）
- 千人あたり自動車保有台数：951.3台（2019年3月）

### 人口
| |                                        |  |
| 阿波市と全国の年齢別人口分布（2005年） | 阿波市の年齢・男女別人口分布（2005年） |  |
| ■紫色 ― 阿波市 ■緑色 ― 日本全国 | ■青色 ― 男性 ■赤色 ― 女性              |  |
| 阿波市（に相当する地域）の人口の推移 \| 1970年（昭和45年） \| 42,491人 \| \| \| 1975年（昭和50年） \| 42,706人 \| \| \| 1980年（昭和55年） \| 43,823人 \| \| \| 1985年（昭和60年） \| 44,058人 \| \| \| 1990年（平成2年） \| 43,304人 \| \| \| 1995年（平成7年） \| 42,657人 \| \| \| 2000年（平成12年） \| 42,388人 \| \| \| 2005年（平成17年） \| 41,076人 \| \| \| 2010年（平成22年） \| 39,247人 \| \| \| 2015年（平成27年） \| 37,202人 \| \| \| 2020年（令和2年） \| 34,713人 \| \| |                                        |  |
| 総務省統計局 国勢調査より |                                        |  |
| 1970年（昭和45年） | 42,491人                               |  |
| 1975年（昭和50年） | 42,706人                               |  |
| 1980年（昭和55年） | 43,823人                               |  |
| 1985年（昭和60年） | 44,058人                               |  |
| 1990年（平成2年） | 43,304人                               |  |
| 1995年（平成7年） | 42,657人                               |  |
| 2000年（平成12年） | 42,388人                               |  |
| 2005年（平成17年） | 41,076人                               |  |
| 2010年（平成22年） | 39,247人                               |  |
| 2015年（平成27年） | 37,202人                               |  |
| 2020年（令和2年） | 34,713人                               |  |

## 行政

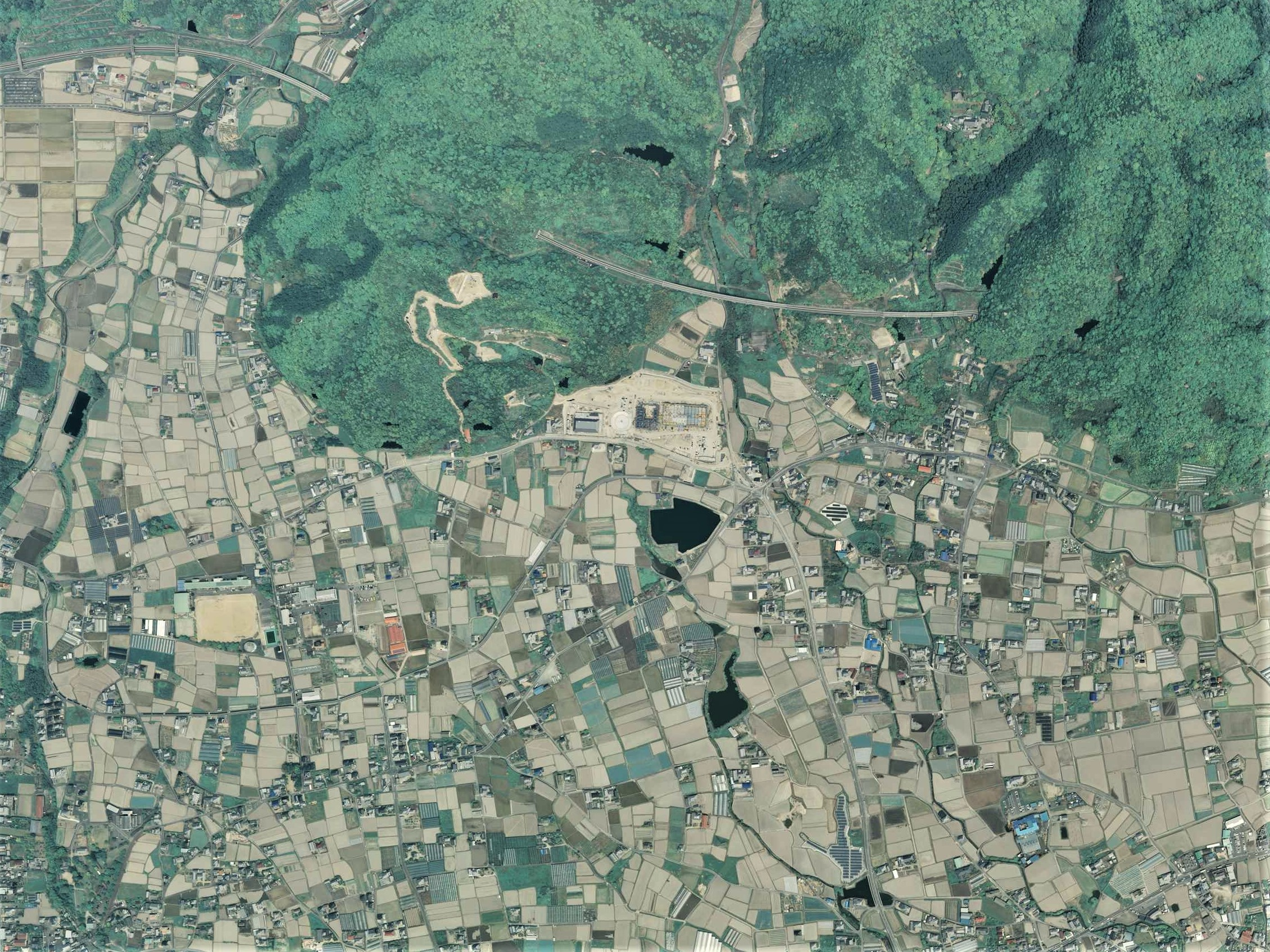
市役所の所在する市場町切幡地区周辺の空中写真。
2014年4月24日撮影。。

### 市役所
- 1つの本庁と3つの支所が設置されている。
  - 阿波市役所（市場町切幡）

### 市長
市制施行後初となる市長選挙は、2005年（平成17年）5月1日に告示され、同年5月8日に投開票が行われた。
| 代位  | 人 | 市長氏名 | 任期                     | 任期                             | 肩書き       | 所属政党 | 備考                                                       |
| 代位  | 人 | 市長氏名 | 就任年月日               | 退任年月日                       | 肩書き       | 所属政党 | 備考                                                       |
| ----- | -- | -------- | ------------------------ | -------------------------------- | ------------ | -------- | ---------------------------------------------------------- |
| -     | -  | 板東正   | 2005年（平成17年）4月1日 | 2005年（平成17年）5月8日         | 元旧土成町長 | 無所属   | 市長職務執行者                                             |
| 初代  | 1  | 小笠原幸 | 2005年（平成17年）5月8日 | 2009年（平成21年）5月7日         | 旧市場町長   | 無所属   | 投票率?%（1期）                                            |
| 第2代 | 2  | 野崎國勝 | 2009年（平成21年）5月8日 | 2013年（平成25年）5月7日         | 阿波市副市長 | 無所属   | 投票率77.55%（1期）                                        |
| 第3代 | 2  | 野崎國勝 | 2013年（平成25年）5月8日 | 2017年（平成29年）5月7日         | 阿波市副市長 | 無所属   | 無投票（2期）                                              |
| 第4代 | 3  | 藤井正助 | 2017年（平成29年）5月8日 | 2021年（令和3年）5月7日          | 阿波市副市長 | 無所属   | 投票率33.51%（1期）                                        |
| 第5代 | 3  | 藤井正助 | 2021年（令和3年）5月7日  | 2023年（令和5年）2月17日         | 阿波市副市長 | 無所属   | 無投票（2期） 一身上の理由（体調不良）により任期途中で辞職 |
| -     | -  | 町田寿人 | 2023年（令和5年）2月18日 | 2023年（令和5年）3月22日         | 阿波市副市長 | 無所属   | 市長職務執行者 市長選挙出馬により辞職                      |
| -     | -  | 木下修一 | 2023年（令和5年）3月23日 | 2023年（令和5年）4月24日         | 阿波市副市長 | 無所属   | 市長職務執行者                                             |
| 第6代 | 4  | 町田寿人 | 2023年（令和5年）4月24日 | 2027年（令和9年）4月23日（予定） | 阿波市副市長 | 無所属   | 無投票（1期）                                              |

## 議会

### 阿波市議会
- 定数：20人
- 任期：2017年5月8日 - 2021年5月7日[2]
- 議長：森本節弘（志政クラブ）
- 副議長：松村幸治（阿波清風会）

### 徳島県議会
- 選挙区：阿波選挙区
- 定数：2人
- 任期：2019年4月30日 - 2023年4月29日
- 投票日：2019年4月7日
- 当日有権者数：31,918人
- 投票率：57.15％

| 候補者名 | 当落 | 年齢 | 党派名     | 新旧別 | 得票数  |
| -------- | ---- | ---- | ---------- | ------ | ------- |
| 大塚明廣 | 当   | 70   | 無所属     | 新     | 6,198票 |
| 寺井正邇 | 当   | 71   | 無所属     | 現     | 6,010票 |
| 丸若祐二 | 落   | 65   | 自由民主党 | 現     | 4,491票 |
| 原田健資 | 落   | 73   | 無所属     | 新     | 1,262票 |

### 衆議院
- 選挙区：徳島2区（鳴門市、吉野川市、阿波市、美馬市、三好市、板野郡、美馬郡、三好郡）
- 任期：2021年10月31日 - 2025年10月30日
- 投票日：2021年10月31日
- 当日有権者数：260,655人
- 投票率：50.99％

| 当落 | 候補者名   | 年齢 | 所属党派   | 新旧別 | 得票数   | 重複 |
| ---- | ---------- | ---- | ---------- | ------ | -------- | ---- |
| 当   | 山口俊一   | 71   | 自由民主党 | 前     | 76,879票 | ○    |
|      | 中野真由美 | 50   | 立憲民主党 | 新     | 43,473票 | ○    |
|      | 久保孝之   | 58   | 日本共産党 | 新     | 8,851票  |      |

## 地域

### 住所表記
前述の通り、合併当初に変更された住所表示は旧町名、旧市場町域ではさらに大字を削除するもの（旧阿波町が成立した際に旧大字を削除しており、同様の方法をとったものである）であった。その後、2007年には旧町名を取り入れたものに再変更された。

#### 合併前→2005年合併時→2007年再変更後
- 板野郡吉野町△△字□□→阿波市△△字□□→阿波市吉野町△△字□□
- 板野郡土成町△△字□□→阿波市△△字□□→阿波市土成町△△字□□
- 阿波郡市場町大字△△字□□→阿波市□□※→阿波市市場町△△字□□（※この表記にすると他地区と表記が重なるところのみ、阿波市△△□□）
- 阿波郡阿波町字□□→阿波市□□→阿波市阿波町□□

### 町名一覧
- 阿波町（あわちょう）
- 市場町市場（いちばちょういちば）
- 市場町伊月（いちばちょういつき）
- 市場町犬墓（いちばちょういぬのはか）
- 市場町大影（いちばちょうおおかげ）
- 市場町大野島（いちばちょうおおのじま）
- 市場町大俣（いちばちょうおおまた）
- 市場町尾開（いちばちょうおばり）
- 市場町香美（いちばちょうかがみ）
- 市場町上喜来（いちばちょうかみぎらい）
- 市場町切幡（いちばちょうきりはた）
- 市場町興崎（いちばちょうこうざき）
- 市場町日開谷（いちばちょうひがいだに）
- 市場町山野上（いちばちょうやまのうえ）
- 市場町八幡（いちばちょうやわた）
- 土成町秋月（どなりちょうあきづき）
- 土成町浦池（どなりちょううらのいけ）
- 土成町郡（どなりちょうこおり）
- 土成町高尾（どなりちょうたかお）
- 土成町土成（どなりちょうどなり）
- 土成町成当（どなりちょうなりとう）
- 土成町水田（どなりちょうみずた）
- 土成町宮川内（どなりちょうみやがわうち）
- 土成町吉田（どなりちょうよしだ）
- 吉野町柿原（よしのちょうかきはら）
- 吉野町五条（よしのちょうごじょう）
- 吉野町西条（よしのちょうさいじょう）

### 教育など

#### 高等学校
2011年度までは徳島県立阿波農業高等学校が存在したが、徳島県立鴨島商業高等学校とともに徳島県立吉野川高等学校に統合された。
- 徳島県立阿波高等学校
- 徳島県立阿波西高等学校

#### 中学校
- 阿波市立吉野中学校
- 阿波市立土成中学校
- 阿波市立市場中学校
- 阿波市立阿波中学校

#### 小学校
いずれの小学校も標準服の着用が義務付けられている。
- 阿波市立一条小学校
- 阿波市立柿原小学校
- 阿波市立御所小学校
- 阿波市立土成小学校
- 阿波市立八幡小学校
- 阿波市立市場小学校
- 阿波市立大俣小学校
- 阿波市立久勝小学校
- 阿波市立伊沢小学校
- 阿波市立林小学校

#### 幼稚園
- 阿波市立一条幼稚園
- 阿波市立柿原幼稚園
- 阿波市立土成中央幼稚園
- 阿波市立八幡幼稚園
- 阿波市立市場幼稚園
- 阿波市立大俣幼稚園
- 阿波市立久勝幼稚園
- 阿波市立伊沢幼稚園
- 阿波市立林幼稚園

#### 保育所
- 阿波市立一条保育所
- 阿波市立吉野中央保育所
- 阿波市立柿原保育所
- 阿波市立土成中央保育所
- 阿波市立八幡第一保育所
- 阿波市立八幡第二保育所
- 阿波市立市場保育所
- 阿波市立大俣保育所
- 阿波市立久勝保育所
- 阿波市立伊沢保育所
- 阿波市立林保育所

### 郵便
集配を担当する郵便局は、以下の3局である（局名の後に記述している数字は郵便番号）。このほか、市内には八幡・大俣・吉野・柿原・林・御所・土成・伊沢の各郵便局および、南原簡易郵便局が置かれている。
- 鴨島郵便局（吉野川市） : 776-00xx、771-14xx、779-33xx
- 市場郵便局 : 771-16xx、771-15xx
- 阿波郵便局 : 771-17xx

## 交通

### 空港
徳島阿波おどり空港が最寄り。空港と阿波市を結ぶ公共交通機関はない。

### 鉄道
市内に鉄道は通っていない。
南端部の吉野川対岸の吉野川市内にはJR徳島線が通っており、牛島駅・鴨島駅・阿波川島駅・阿波山川駅・川田駅から概ね1.5km-2km程度移動すると、吉野川に架かる橋を渡って阿波市域に入ることができる。
市役所本庁舎は阿波川島駅、阿波支所は阿波山川駅、土成・吉野両支所は鴨島駅が最寄りとなるが、いずれも駅からの徒歩圏ではない。

### バス

#### 高速路線バス
高速路線バスについては、徳島自動車道にある土成バスストップ（土成インターチェンジに併設）および阿波バスストップ（阿波パーキングエリアに併設）に、神戸・大阪・京都・松山・高知方面の路線が停車する。

#### 一般路線バス
阿波市内には路線バスの運行はない。
かつては国鉄バス→JR四国バスが鴨島駅を起点として（自動車駅の市場町駅も存在した）、徳島バスが徳島駅を起点としてそれぞれ現在の市内を横断する路線を持っていたが、前者は1999年4月1日で撤退したほか、後者は旧吉野町域のみに縮小されたあと、2022年10月1日に阿波市内区間が廃止され、阿波市から高速バスを除く路線バスは全廃となった。また八幡交通による徳島線学駅 - 市場町 - 界目および阿波町土柱までの路線（2018年2月までは市場交通が運行）も2019年3月で廃止されている。

#### デマンドバス（阿波市民限定、登録制）
阿波市民限定、登録制で利用可能となるデマンドバス「阿波市デマンド型乗合交通　あわめぐり」が運用されている。
なお、鉄道や一般路線バスがなく、高速バス停留所も市中心部から離れているため、市外から公共交通で市中心部にアクセスすることができない。

### 道路

#### 高速道路
- 徳島自動車道

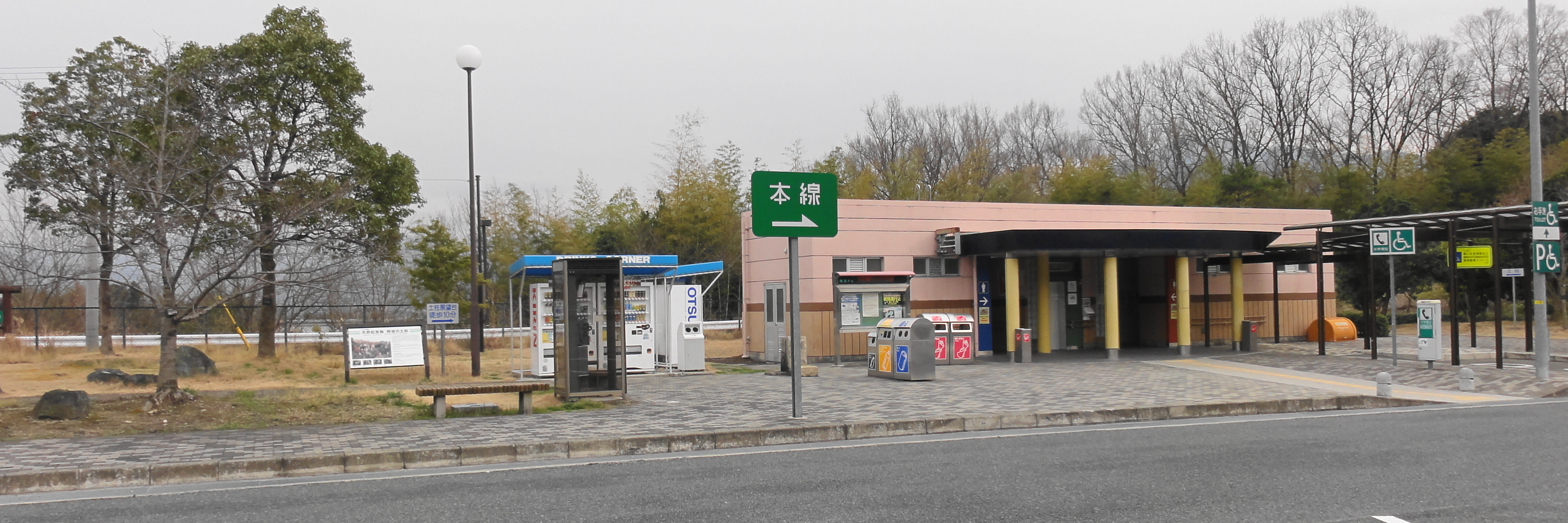
阿波パーキングエリア

  - （上板町） - 土成インターチェンジ - 阿波パーキングエリア - （美馬市）

#### 一般国道
- 国道318号

#### 県道（主要地方道）
- 徳島県道2号津田川島線
- 徳島県道3号志度山川線
- 徳島県道12号鳴門池田線
- 徳島県道14号松茂吉野線
- 徳島県道15号徳島吉野線

#### 農道
- 阿讃東部広域農道
- 阿讃山麓広域農道

## 情報・通信

### ケーブルテレビ
- 阿波市ケーブルネットワーク

### 電話番号
旧板野郡地域が088（徳島MA）、旧阿波郡地域が0883（鴨島MA）である。MAの異なる地区間の通話等は市外局番が必要。

## 観光

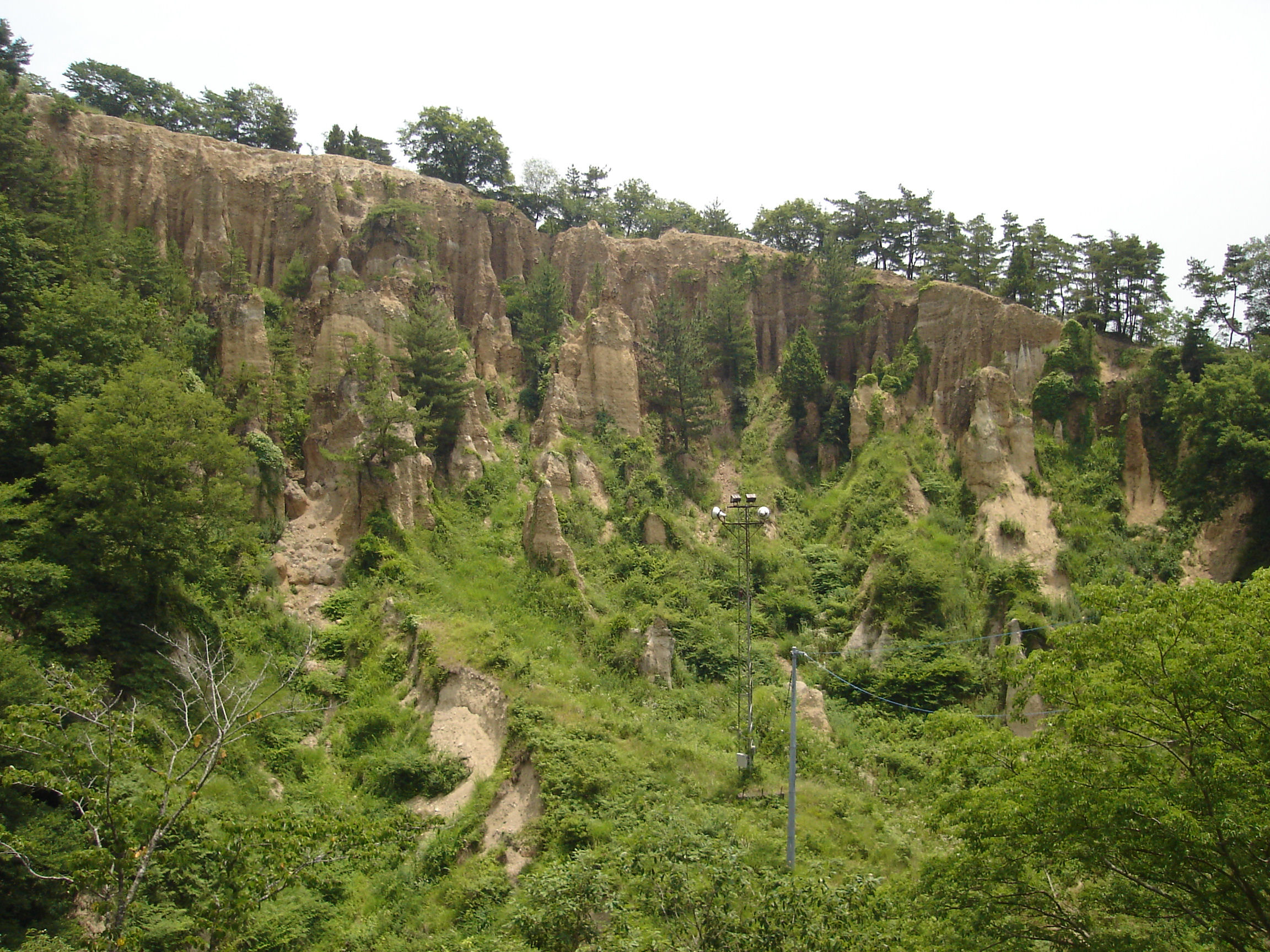
阿波の土柱

### 名所
- 世界の仮面館
- 阿波の土柱（国の天然記念物）
- 岩津橋
- 柿原堰
- 一条潜水橋
- 天然温泉御所の郷
- 土柱休養村温泉
- 野神の大センダン（国の天然記念物）
- 境目のイチョウ
- 太鼓坂

### 公共施設
- 阿波市立土成歴史館
- アエルワ
- 阿波地域交流センター
- 吉野ウォーターパーク
- 道の駅どなり
- 土柱そよ風ひろば
- 土成中央公園
- 市場公園
- 土成緑の丘スポーツ公園
- ツリーハウスの森

### 社寺・史跡
- 御所神社
- 案内神社
- 若宮神社
- 一條神社
- 十二柱神社
- 大俣八幡神社
- 薬王子神社
- 十楽寺 - 四国八十八ヶ所霊場第7番札所
- 熊谷寺 - 四国八十八ヶ所霊場第8番札所
- 法輪寺 - 四国八十八ヶ所霊場第9番札所
- 切幡寺 - 四国八十八ヶ所霊場第10番札所、切幡寺大塔（国の重要文化財）
- 明王院 - 四国三十六不動霊場第2番札所
- 神宮寺
- 薬師寺
- 犬墓大師堂
- 秋月城 - 市指定史跡

### 祭事
- 薬王子神社春祭り
- 御所たらいうどん祭り
- 阿波市納涼祭
- 阿波市食マルシェ
- 錦鯉のせり市
- 蜂須賀公巡行大名行列
- やねこじき
- 「土柱の日」イベント
- 波濤灯ナイト＠DOCHU

## 著名な出身者
- 三木武夫 - 政治家、第66代内閣総理大臣（旧御所村出身）
- 園都 - グラビアアイドル
- 森本真司 - 四国放送アナウンサー
- 酒巻和男 - 元海軍軍人
- 小西雄大 - プロサッカー選手
- 大塚小百合 - 立憲民主党衆議院議員